# Ljusringat lövfly
Ljusringat lövfly (Hoplodrina ambigua) är en fjärilsart som beskrevs av Ignaz Schiffermüller 1876. Ljusringat lövfly ingår i släktet Hoplodrina och familjen nattflyn. Arten är reproducerande i Sverige. Inga underarter finns listade i Catalogue of Life.

## Bildgalleri

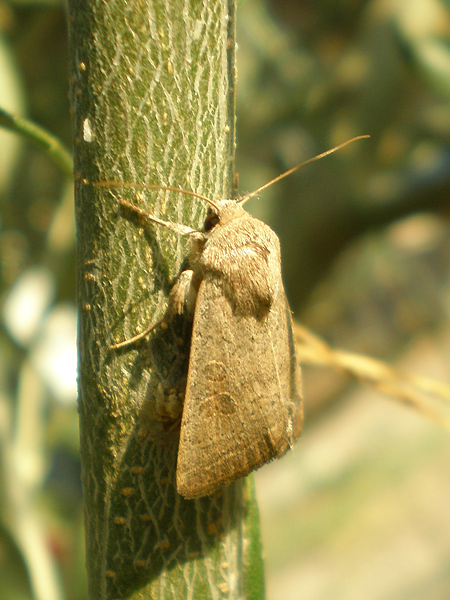
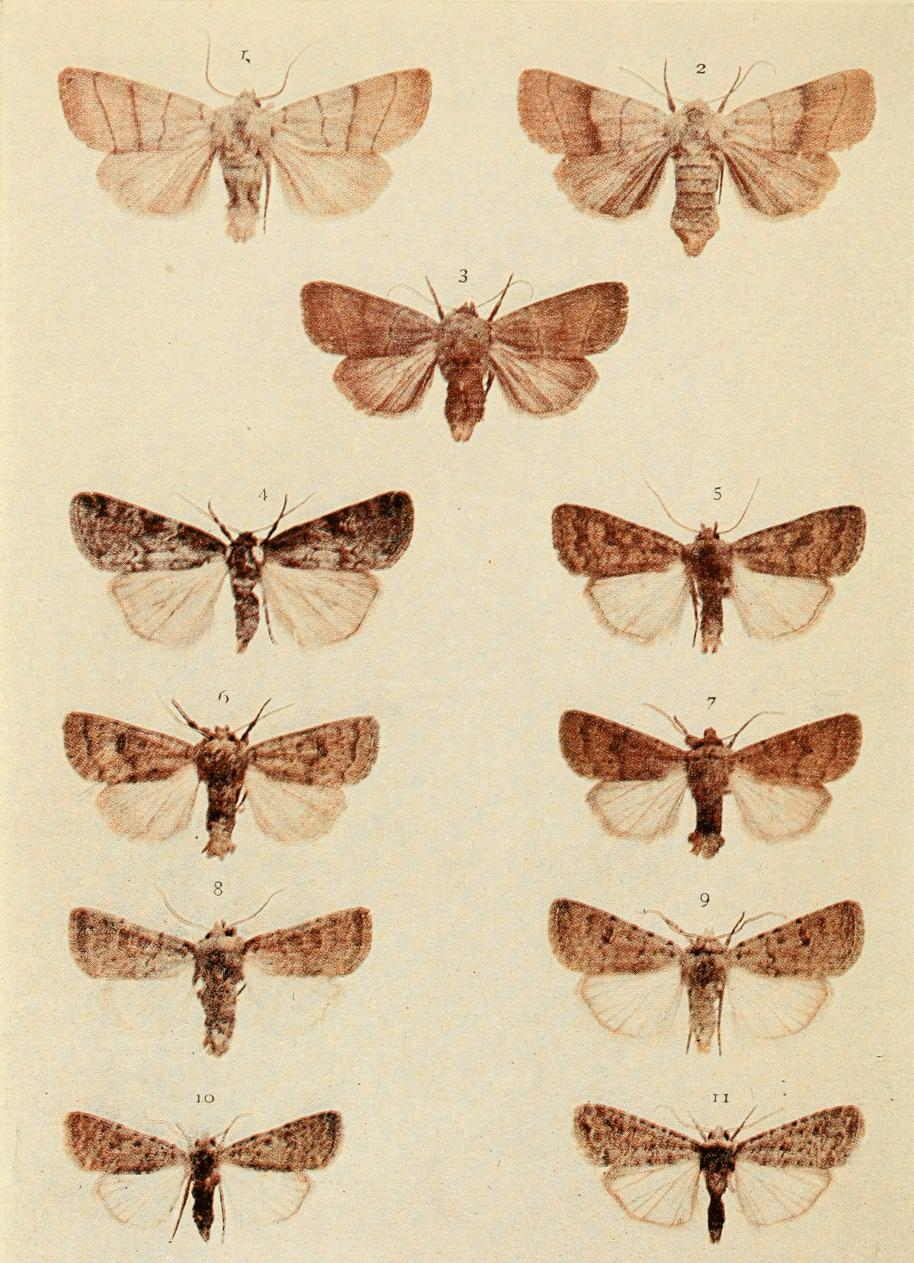